# MV Brigitte Bardot
O MV Brigitte Bardot (anteriormente Gojira e Ocean 7 Adventurer)  é um navio de 35 metros (115 pés) com exclusiva tecnologia estabilizadora, monocasco e com dois motores a diesel. Foi projetado por Irens Nigel. A construção do navio começou em junho de 1997 e foi entregue em 16 de março de 1998. A cerimônia de nomeação oficial ocorreu em 3 de Abril de 1998 na estação de Londres da Índia ocidental. Pertence ao grupo Sea Shepherd.

## Cable and Wireless Adventurer
Originalmente nomeado como Cable and Wireless Adventurer (algo como "Aventureiro de cabo a rabo"), foi construído com o propósito de circunavegar o mundo em menos de 80 dias, que foi realizado com sucesso em julho de 1998 em 74 dias, 20 horas e 58 minutos, viajando mais de 22 600 milhas náuticas (41 855 km). Essa conquista estabeleceu um novo record para um navio motorizado. No entanto, em 27 de Junho de 2008 o MY Ady Gil (Earthrace), um barco similar movido a biodiesel estilo catamarã, estabeleceu um novo recorde mundial quando atracou no estaleiro Vulkan em Sagunto, Espanha, depois de completar uma circunavegação em apenas 60 dias 23 horas e 49 minutos. O design do navio foi avaliado e provado por testes de tanque hidrodinâmico e um protótipo em escala 21,3 m (70 pé) chamado de Ilan Voyager completou os testes de mar para demonstrar as vantagens do conceito.

## Ocean 7 Adventurer

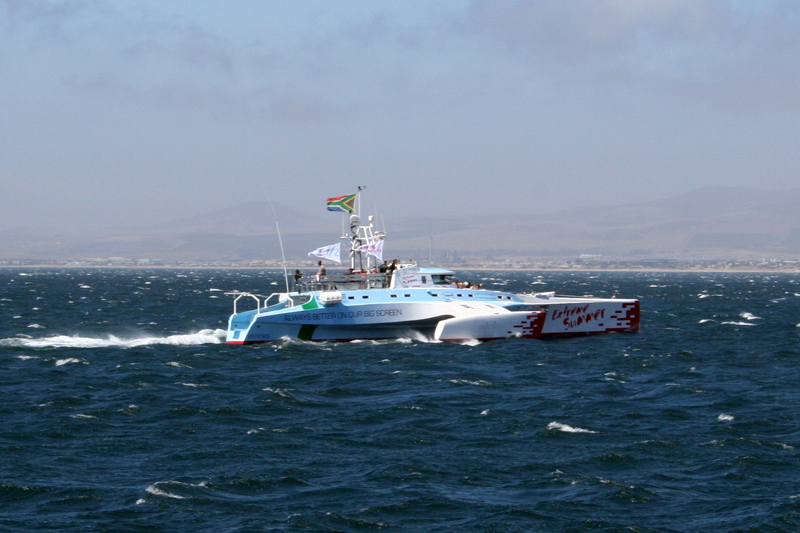
Como Ocean 7 Adventurer

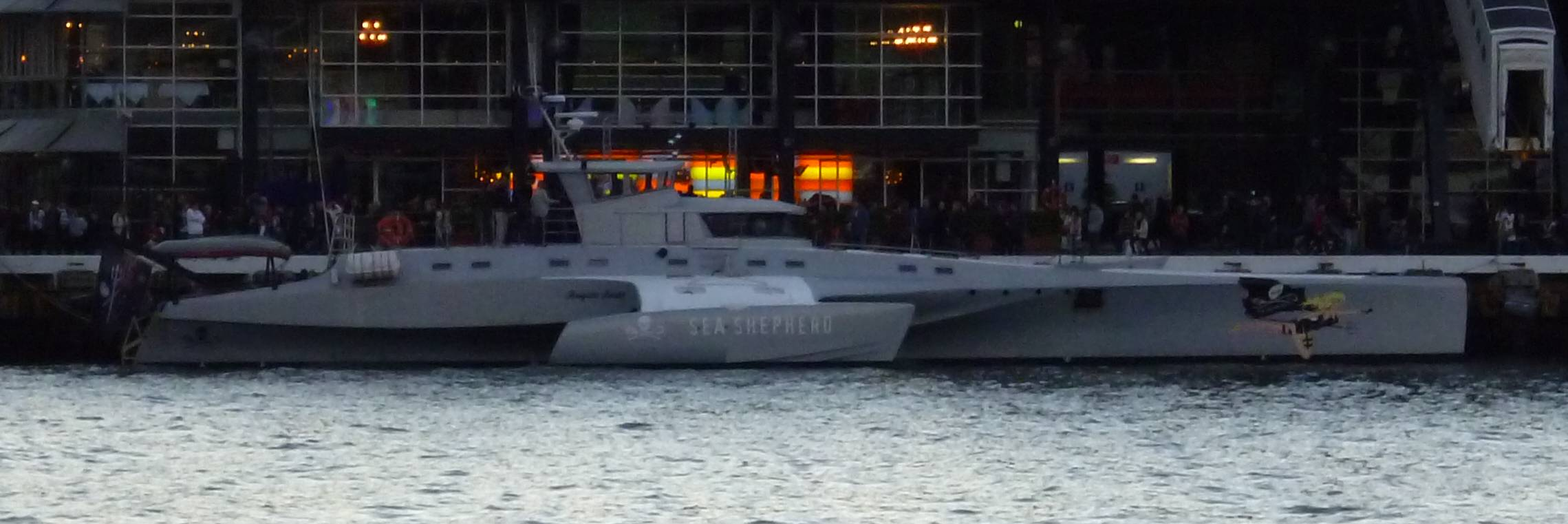
MV Brigitte Bardot em Sydney em 2012.

Em 2007, o navio foi adquirido pela Ocean 7, uma operadora de corretagem marinha da Cidade do Cabo. O navio estava disponível para aluguéis nos trabalho cinematográficos e de operação de resgate marítimo ocasional.
Em dezembro de 2007, o Adventurer 7 foi fretado para recuperar um iate naufragado, o IMOCA 60 Delta Dore no Oceano Antártico O Delta Dore participava da Barcelona World Race. O iate comandada por Jérémie Beyou e Sidney Gavignet estava na posição 47°.00.S.033° 25E, quase mil quilômetros a sudeste de África do Sul, flutuando lentamente, entre1 and 2 kn (2 and 4 km/h) a leste. Uma hora depois o mastro desabou para trás, ele teve que ser cortado e dispensado no oceano, devido o fato de poder romper o casco. O iate tinha 188 litros de óleo diesel a bordo, mas isso não foi suficiente para o motor levá-lo de volta para o continente. A equipe do Ocean 7 foi designada para salvar o iate. Comandado pelo co-proprietário David de Villiers, o Ocean 7 zarpou para o oceano austral e depois de localizar o iate, foi levado a reboque com uns 200 m (656 pé). Esse resgate estabeleceu um recorde por ser o mais longo reboque da história marítima africana(850 nmi (1 574 km)).
Durante início de junho de 2008, o Ocean 7 mudou-se para a costa leste da África do Sul para observar o funcionamento da migração e deslocamento das sardinhas durante o ano, após o fato, mudou-se para o sul de Madagascar em julho, em busca de ondas entre os recifes onde o navio foi usado como uma base de live-aboard para surfistas e kitesurfistas. Durante setembro o navio explorou as ilhas Barão da costa de Madagascar, antes de retornar à sua base no V&A Waterfront para a temporada de verão, onde estava disponível para passeios e  viagens.